# 伍德本 (艾奥瓦州)
伍德本（英語：Woodburn）是美国艾奥瓦州克拉克縣的一座城市。城市坐标为41°0′42″N 93°35′55″W / 41.01167°N 93.59861°W。根据美国人口调查局的数据，城市总面积为0.64平方英里（1.66平方），且全为陆地。
2010年美国人口普查显示，该地共有202人，83户，59个家庭，人口密度为315.6名居民每平方英里（121.9名居民每平方）；种族构成中，99.0%为白人，1.0%为亚裔；全市居民年龄中位数为45.3岁，男女性别比例分别为54.0%与46.0%。